# Józef Kowalski (weteran)
Józef Kowalski (ur. 2 lutego 1900 w Wicyniu, zm. 7 grudnia 2013 w Tursku) – polski wojskowy, kapitan, najdłużej żyjący weteran wojny polsko-bolszewickiej, superstulatek.

## Życiorys
Urodził się 2 lutego 1900 we wsi Wicyń (obecnie Smerekiwka, Ukraina) jako syn Wawrzyńca (1872–1932) i Heleny (1881–1936) Kowalskich. Krótko był strzelcem w armii austro-węgierskiej (wrzesień – listopad 1918). Od lutego 1919 żołnierz wojska polskiego. W 1920, w trakcie wojny polsko-bolszewickiej, walczył w 22 Pułku Ułanów Podkarpackich. Brał udział w Bitwie pod Komarowem niedaleko Zamościa, gdzie 31 sierpnia 1920 polska kawaleria rozbiła trzon sił Konarmii Budionnego. Konfrontacja ta była największym starciem konnicy w wojnie polsko-bolszewickiej i ostatnią wielką bitwą kawaleryjską w historii Europy.
W latach 20. XX wieku ukończył szkołę oficerską. Jako porucznik rezerwy odszedł do cywila w 1926. W okresie 20-lecia międzywojennego prowadził gospodarstwo rolne. II wojnę światową spędził w niemieckim obozie pracy, skąd udało mu się uciec ze współwięźniem. Po zakończeniu wojny osiedlił się w Przemysławiu pod Krzeszycami. Tam pochował swoich najbliższych. Do 1993 prowadził gospodarstwo rolne. Gdy stan jego zdrowia się pogorszył, przekazał ziemię Skarbowi Państwa i 9 grudnia 1994 zamieszkał w Domu Pomocy Społecznej w Tursku. W dniu swoich 110. urodzin został uhonorowany Krzyżem Oficerskim Orderu Odrodzenia Polski.
Decyzją ministra obrony narodowej Tomasza Siemoniaka z 15 lutego 2012 Józef Kowalski został awansowany do stopnia kapitana Wojska Polskiego.
16 sierpnia 2012, dzień po 92. rocznicy Bitwy Warszawskiej, nadano mu tytuł honorowego obywatela Wołomina. Józef Kowalski był także honorowym obywatelem Radzymina.
4 kwietnia 2013, Józefa Kowalskiego odwiedziła delegacja z Radzymina, podczas której otrzymał od gości okolicznościowy list oraz certyfikat nadający mu członkostwo w Stowarzyszeniu Miłośników Miasta Radzymin i Bitwy Warszawskiej 1920 roku, a sam przekazał prezesowi, Pawłowi Kozakiewiczowi symboliczne prawo do kultywowania pamięci o wydarzeniach z 1920 roku, w ramach czego przekazał na jego ręce ułańską szablę. 9 czerwca 2013 w Radzyminie odbył się I Piknik Kawaleryjski im. kpt. Józefa Kowalskiego.
Zmarł 7 grudnia 2013, w wieku 113 lat. 11 grudnia 2013 pochowany został na cmentarzu w Krzeszycach.

## Ordery i odznaczenia
- Krzyż Oficerski Orderu Odrodzenia Polski – 2010[13]
- Medal „Pro Memoria” – 2010[14]
- Państwowa Odznaka Sportowa[15]
- Wyróżnienie „Zasłużony dla Warszawy” (nr leg. 1391) – 2010[16]